# Colonias mormonas en México

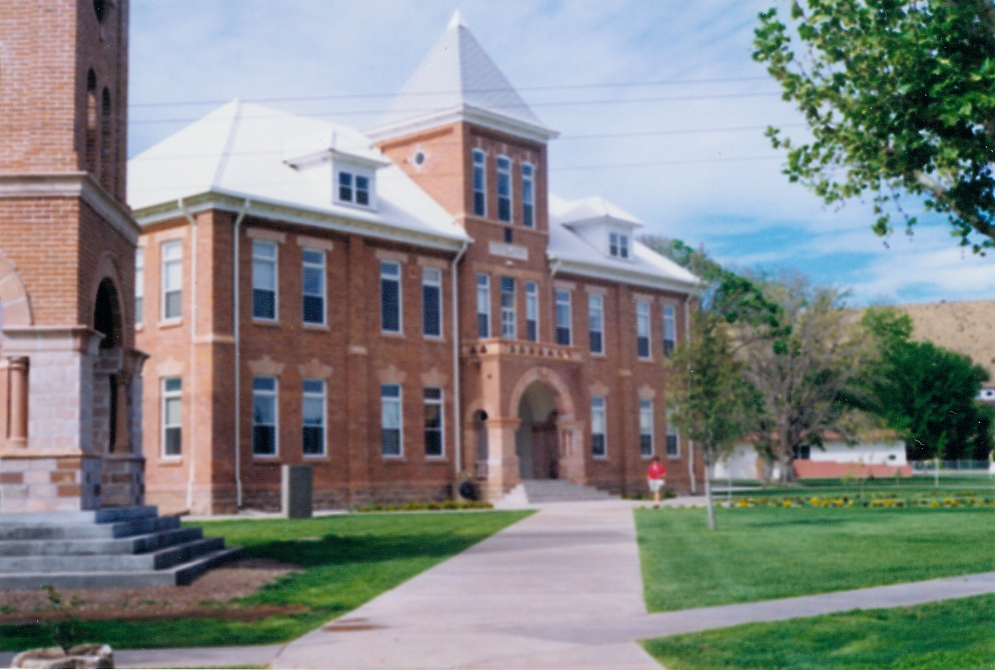
La escuela mormona de Juárez

Las colonias mormonas en México son ciudades cerca de la Sierra Madre establecidas por los pioneros mormones. Fueron fundadas por miembros de La Iglesia de Jesucristo de los Santos de los Últimos Días (SUD) en el siglo XIX como parte de un gran esfuerzo colonizador instigado por Brigham Young, que salpicó el mapa del Oeste de los Estados Unidos, el sur de Alberta, y el norte de México con asentamientos mormones.
Las dos colonias mormonas supervivientes en México son la Colonia Juárez y la Colonia Dublán. Ambas colonias se localizan en el estado de Chihuahua, en las cercanías de la zona arqueológica de Casas Grandes. El templo de Colonia Juárez, Chihuahua, México, construido en 1999, es actualmente el templo más pequeño de la Iglesia SUD. Además de los lugares en Chihuahua, existían otras colonias (ahora abandonadas) en Sonora.

## Colonización temprana
En 1874, Brigham Young, Presidente de la Iglesia de Jesucristo de los Santos de los Últimos Días, llamó para una misión en México. En 1875, los misioneros salieron para el doble propósito de predicar el evangelio y encontrar lugares para crear colonias mormonas. Los misioneros volvieron con informes positivos al año siguiente y otro grupo se envió en octubre de 1876. En 1877, Young discutió la idea de colonizar partes del norte de México pero se consideró poco prudente, debido al peligro considerable de apaches en la zona. Young murió más tarde y le sustituyó el presidente John Taylor.

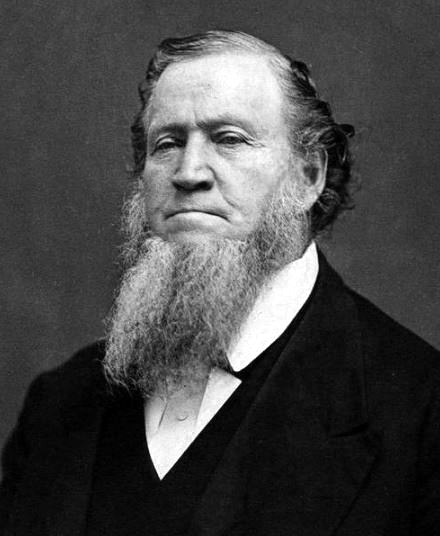
Brigham Young comenzó el trabajo mormón en México

Taylor continuó la política de Young del trabajo misionero en México, y a lo largo de principios de 1880 se consideró la colonización pero sin realizar muchos esfuerzos para llevarla a cabo. Sin embargo, en 1882, la Ley Edmunds-Tucker fue aprobada por el Congreso de los Estados Unidos. Esto era parte de la lucha de veinte años del gobierno de los Estados Unidos para poner freno a la práctica mormona del matrimonio plural en el Territorio de Utah y otros puntos del Oeste americano. La ley privaba de sus derechos a los polígamos. Como resultado, unos mil mormones fueron multados y encarcelados. Algunos fueron enviados a Míchigan para cumplir estos términos.
La práctica mormona de la poligamia continuó con la separación de la Iglesia del Primogénito de la Plenitud de los Tiempos, una secta fundamentalista con sede en el norte de México que fue fundada en 1955 por Joel LeBaron y miembros de su familia. A menudo ignorada por los historiadores mormones, muchas familias pioneras mormonas tienen sus raíces en Colonia Le Barón que es una colonia fundamentalista mormona y en las colonias mormonas de Juárez y Dublan.
Los miembros de la familia Pratt-Romney tienen sus raíces en estas colonias, incluyendo tanto Marion G. Romney y George W. Romney, que nacieron allí.
| Colonias en la meseta - Colonia Díaz - Colonia Juárez - Colonia Dublan - Colonia Galeana | Conlonias en las montañas - Colonia Pacheco - Cave Valley - Colonia Chuichupa - Colonia Garcia - Colonia Hope Valley | Colonias en Sonora - Colonia Oaxaca - Colonia Morelos - Colonia San José |

## Persecución
Los mormones en México se enfrentaban a la persecución durante revolución mexicana. La condición de las comunidades mormonas en México dependía del lugar donde vivían. Por ejemplo, en el estado de Hidalgo llegó el peligro para los mormones con el ascenso de los zapatistas al poder, ya que estaban a favor del catolicismo. Los zapatistas eran unas el ejército del revolucionario mexicano Emiliano Zapata. Antes de la constitución de 1917, la Iglesia Católica tenía una fuerte presencia en México, sin separación de iglesia y estado. Por lo tanto, los mormones eran una parte muy pequeña de la población de México porque el catolicismo era la religión predominante.
Cuando las personas en México se convertían a los Santos de los Últimos Días, por lo general perdían a amigos y familiares debido a la fuerte posición del catolicismo en el país. La persecución puede ser grave, incluidas las amenazas de muerte; Basta con que algunas personas salgan de sus casas. Algo así le pasó a la familia Monroy en San Marcos. La familia Monroy se había convertido al mormonismo, poco después de ser rechazados socialmente e incluso amenazados de muerte. Las amenazas pronto se harían realidad para la familia Monroy.
Las autoridades eclesiásticas aconsejaron a sus miembros que se mantuvieran neutrales sobre la revolución, pero algunos no pudieron evitarlo. Los mormones abiertos les estaban dando a los zapatistas más municiones contra sí mismos. Rafael Monroy y Vicente Morales fueron víctimas de la persecución de los zapatistas. Los zapatistas tenían prejuicios hacia los mormones porque su religión tenía orígenes extranjeros. Este prejuicio, junto con los rumores que circularon en San Marcos, es lo que provocó que Monroy y Morales fueran ejecutadas.

## Otras zonas
Muchas colonias mormonas en los Estados Unidos se encuentran en áreas que pertenecieron a México, pero casi todas de ellas forman parte de los Estados Unidos cuando se fundó el asentamiento. La excepción es Salt Lake City, que se creó en primavera de 1847, cuando formaba parte de la remota Alta California; sin embargo, las disputas territoriales en la Intervención estadounidense en México llevaron a la zona a ser parte de los Estados Unidos debido a la Cesión Mexicana.